# Henryk Maćkowiak (pedagog)
Henryk Maćkowiak (ur. 1 października 1923 w Górach, gm. Korczew, zm. 16 lutego 2014 w Ostrołęce) – pedagog, historyk, dr nauk humanistycznych, działacz społeczny, regionalista.

## Życiorys
Syn Aleksandra i Marii z d. Michalak-Świątkowskiej. Uczęszczał do SP w Drążniewie, którą skończył w 1938, oraz do gimnazjum w Drohiczynie (1949), następnie do LO w Szklarskiej Porębie (1950) i Liceum Pedagogicznego w Siedlcach (1953). Ukończył historię na Uniwersytecie Warszawskim (1959) i studia podyplomowe w Instytucie Historii UW (1974), tam też w 1983 uzyskał stopień doktora nauk humanistycznych.
W latach 1950–1951 pracował jako nauczyciel w SP w Małożewie dla sierot z powstania warszawskiego, następnie w SP w Wólce Okrąglik, także jako kierownik tej szkoły (1952–1963). W Ostrołęce pracował w Zespole Szkół Zawodowych nr 2 jako nauczyciel i zastępca dyrektora (1963–1983). Pomimo przejścia na emeryturę nadal pracował w ZSZ nr 2 w Ostrołęce. W latach 1990–1993 był dyrektorem Społecznego Liceum Ogólnokształcącego Katolickiego Stowarzyszenia „Pokój i Dobro”, a następnie pracował do 2003 jako nauczyciel w II Społecznym Liceum Ogólnokształcącym im. T. Halika w Ostrołęce.
Był żołnierzem Armii Krajowej (1943–1945). Należał do Związku Harcerstwa Polskiego, Związku Nauczycielstwa Polskiego, Polskiej Zjednoczonej Partii Robotniczej. Pełnił funkcje: kierownika Stacji Naukowej Mazowieckiego Ośrodka Badań Naukowych w Ostrołęce, przewodniczącego Rady Zakładowej ZNP przy ZSZ nr 2 w Ostrołęce (1972–1981). Był współzałożycielem Społecznego Liceum Ogólnokształcącego Katolickiego Stowarzyszenia „Pokój i Dobro”, Stowarzyszenia „Civitas Christiana” Oddziału w Ostrołęce oraz w 1990 – Koła 5 Pułku Ułanów Zasławskich (pierwszy prezes). Współorganizował Oddział Polskiego Towarzystwa Historycznego w Ostrołęce (przez dwie kadencje – prezes) oraz Ostrołęckie Towarzystwo Naukowe im. Adama Chętnika (pierwszy sekretarz naukowy w latach 1986–1990). Był członkiem Łomżyńskiego Towarzystwa Naukowego im. Wagów (od 1975). Na seminarium doktoranckim pod kierunkiem prof. dr. hab. Juliusza Łukasiewicza napisał pracę Szkolnictwo na Kurpiach w latach 1905–1938.
W publikacjach wiele uwagi poświęcał tradycji niepodległościowej, wychowaniu patriotycznemu, tematyce oświatowej, rozwojowi cywilizacji i ewolucji człowieka. Publikował artykuły w „Zeszytach Naukowych OTN”, np. o 5 Pułku Ułanów Zasławskich; w „Roczniku Mazowieckim”, „Mazowszu”, „Tygodniku Ostrołęckim”. Wygłaszał referaty na konferencjach naukowych, głównie organizowanych przez OTN. Jego dewizą była myśl Aleksandra Świętochowskiego: „Rozum nad siłą… żaden Krupp nie uleje takiej armaty, która by zabiła Kopernika, żaden Moltke nie zwycięży Mickiewicza”.
Był mężem Wandy z d. Jarka, mieli dwie córki: Aldonę – wieloletnią dziennikarkę „Tygodnika Ostrołęckiego”, i Magdalenę – absolwentkę AWF.
Od 1963 mieszkał w Ostrołęce. Spoczął na cmentarzu komunalnym w Ostrołęce.

## Medale i odznaczenia
- Krzyż Kawalerski Orderu Odrodzenia Polski
- Medal Komisji Edukacji Narodowej
- Złota Odznaka ZNP
- Odznaka 1000-lecia Państwa Polskiego
- Złota Odznaka „Za zasługi dla województwa ostrołęckiego”
- Krzyż Harcmistrzowski ZHP
- Krzyż 5 Pułku Ułanów Zasławskich
- Medal „Opiekun Miejsc Pamięci Narodowej”
- Krzyż Armii Krajowej[1].

## Opracowania (wybór)
- Szkolnictwo na Kurpiach 1905–1939, Ostrołęckie Towarzystwo Naukowe, Łomżyńskie Towarzystwo Naukowe im. Wagów, Towarzystwo Przyjaciół Ostrołęki, Ostrołęka, Łomża 1990, OCLC: (OCoLC)834077648
- Jerzy Dziewirski, Jerzy Kijowski, Henryk Maćkowiak, 5 Pułk Ułanów Zasławskich, Ostrołęckie Towarzystwo Naukowe, Ostrołęka 1994, OCLC: (OCoLC)838705077
- Losy nauczycielstwa i oświaty w latach okupacji na ziemiach województwa ostrołęckiego, Ostrołęka 1997[1][6]
- Obraz szkolnictwa w województwie ostrołęckim 1975–1998 na tle stanu w II Rzeczypospolitej, Ostrołęckie Towarzystwo Naukowe im. Adama Chętnika, Związek Kurpiów, Ostrołęka 2000, ISBN 83-86122-24-2.
- Historia i tradycje 5 Pułku Ułanów Zasławskich, Towarzystwo Przyjaciół Ostrołęki, Światowy Związek Żołnierzy AK Okręg Ostrołęka, Zespół Szkół Zawodowych nr 2 im. 5 Pułku Ułanów Zasławskich w Ostrołęce, Ostrołęka 2001, ISBN 83-88169-12-2.
- Henryk Maćkowiak, Jerzy Kijowski, Polskie Państwo Podziemne i operacja „Burza” w ostrołęckim obwodzie AK [Armii Krajowej] oraz powiat ostrołęcki w pierwszych latach powojennych, Ostrołęckie Towarzystwo Naukowe im. Adama Chętnika, Światowy Związek Żołnierzy Armii Krajowej Okręg Ostrołęka, Ostrołęka 2005, ISBN 83-86122-64-1.
- Światowy Związek Żołnierzy Armii Krajowej – Obwód i Okręg Ostrołęka (1990–2010), Ostrołęckie Towarzystwo Naukowe im. Adama Chętnika, Światowy Związek Armii Krajowej Okręg Ostrołęka, Ostrołęka 2010, ISBN 978-83-86122-98-1.